# Macaca sinica
Макак цейлонський (Macaca sinica) — вид приматів з роду макака (Macaca) родини мавпових (Cercopithecidae). Розрізняють три підвиди: M. s. sinica, M. s. aurifrons, M. s. opisthomelas. лат. sinicus — «китайський».

## Опис
Довжина голови й тіла: 43–53 см. Довжина хвоста: 47–62 см. Вага самиць: 2,3–4,3 кг. Вага самців: 4,1–8,4 кг. Хутро червонуватого або жовтувато-коричневого кольору на верхніх частинах тіла і низ блідіший. Мають защічні мішки, що використовуються для перевезення їжі, а також короткі, міцні кінцівки і довгі хвости. Шкіра на обличчі гола, у самців рожева, у самиць червонувата; вуха, кордони повік і нижньої губи пігментовані чорні. Цим кремезним макакам характерна незвичайна зачіска на верхній частині голови, де волосся росте від центру короною.

## Поширення
Ендемік Шрі-Ланки. Зустрічається в різних типах лісу на всіх висотах до приблизно 2100 м.

## Поведінка
Це в основному деревний і денний вид. Плодоїдний, але також споживає квіти і комах, і, як відомо, робить набіги на с.г. культури і сміттєві звалища. Живуть великими групами по 8–43 (в середньому 20–25) особин з декількома дорослими самцями і самицями. У групах, існує сувора ієрархія домінування. Кіт-рибалка і пітони є основними хижаками цього виду.
Розмноження в основному відбувається восени, самиці народжують одне маля після близько п'яти місяців вагітності. Новонароджені мають м'яке чорне хутро перші два місяці життя.

## Загрози та охорона
Головна загроза для цього виду це втрата середовища існування у зв'язку з вторгненням плантацій і заготівлею дров. Живе в численних охоронних територіях.